# Dante Poli
Dante Eugenio Poli García (15 agosto 1976) è un ex calciatore cileno, di ruolo difensore.

## Palmarès

### Club

#### Competizioni nazionali
- Campionato cileno: 1

Universidad Católica: 1997
- Copa Chile: 1

Universidad Católica: 1995

#### Competizioni internazionali
- Coppa Interamericana: 1

Universidad Católica: 1994